# Lago del Bergús
El lago del Bergús (en catalán estany del Bergús) es un lago español se sitúa en el término municipal de Espot, en la comarca del Pallars Sobirá, dentro del parque nacional de Aigüestortes y Lago de San Mauricio, provincia de Lérida, Cataluña.
Es de origen glaciar, está situado a 2444 m de altitud y tiene 6,3 ha de superficie y 49 m de profundidad máxima.